# Beauvallon (Rhône)
Pour les articles homonymes, voir Beau Vallon (homonymie).
Beauvallon est une commune nouvelle française, située dans le département du Rhône en région Auvergne-Rhône-Alpes.

## Géographie

### Communes limitrophes
Les communes limitrophes sont  Chabanière, Dargoire, Givors, Montagny, Mornant, Saint-Laurent-d'Agny, Saint-Romain-en-Gier, Taluyers et Tartaras.

### Climat
Pour des articles plus généraux, voir Climat d'Auvergne-Rhône-Alpes et Climat du Rhône.
En 2010, le climat de la commune est de type climat océanique dégradé des plaines du Centre et du Nord, selon une étude du Centre national de la recherche scientifique s'appuyant sur une série de données couvrant la période 1971-2000. En 2020, Météo-France publie une typologie des climats de la France métropolitaine dans laquelle la commune est exposée à un climat de montagne ou de marges de montagne et est dans la région climatique  Nord-est du Massif Central, caractérisée par une pluviométrie annuelle de 800 à 1 200 mm, bien répartie dans l’année. 
Pour la période 1971-2000, la température annuelle moyenne est de 11,5 °C, avec une amplitude thermique annuelle de 17,5 °C. Le cumul annuel moyen de précipitations est de 774 mm, avec 8,8 jours de précipitations en janvier et 6,1 jours en juillet. Pour la période 1991-2020, la température moyenne annuelle observée sur la station météorologique de Météo-France la plus proche, « Mornant », sur la commune de Mornant à 4 km à vol d'oiseau, est de 12,1 °C et le cumul annuel moyen de précipitations est de 758,5 mm,. Pour l'avenir, les paramètres climatiques de la commune estimés pour 2050 selon différents scénarios d'émission de gaz à effet de serre sont consultables sur un site dédié publié par Météo-France en novembre 2022.
| Mois                                  | jan.           | fév.             | mars          | avril       | mai           | juin           | jui.          | août          | sep.          | oct.          | nov.           | déc.           | année      |
| ------------------------------------- | -------------- | ---------------- | ------------- | ----------- | ------------- | -------------- | ------------- | ------------- | ------------- | ------------- | -------------- | -------------- | ---------- |
| Température minimale moyenne (°C)     | 0              | 0,2              | 2,7           | 5,3         | 9,2           | 12,8           | 14,7          | 14,4          | 10,7          | 7,7           | 3,4            | 0,7            | 6,8        |
| Température moyenne (°C)              | 3,5            | 4,5              | 8,2           | 11,3        | 15,2          | 19,2           | 21,4          | 21,1          | 16,8          | 12,6          | 7,3            | 4,2            | 12,1       |
| Température maximale moyenne (°C)     | 7              | 8,9              | 13,8          | 17,3        | 21,3          | 25,5           | 28,1          | 27,9          | 23            | 17,5          | 11,2           | 7,6            | 17,4       |
| Record de froid (°C) date du record   | −18 16.01.1985 | −18,1 10.02.1956 | −13 01.03.05  | −7 08.04.03 | −1 03.05.1945 | 0,4 15.06.1963 | 6 18.07.00    | 4 31.08.1998  | 1 30.09.1995  | −5 31.10.1997 | −10 23.11.1998 | −17 22.12.1938 | −18,1 1956 |
| Record de chaleur (°C) date du record | 19 10.01.15    | 22,5 18.02.22    | 26,6 31.03.21 | 29 22.04.18 | 34,3 24.05.09 | 38,7 18.06.22  | 40,3 31.07.20 | 41,7 24.08.23 | 35,1 10.09.23 | 30,7 09.10.23 | 22,4 01.11.20  | 19 16.12.1989  | 41,7 2023  |
| Précipitations (mm)                   | 47,7           | 35,4             | 43,2          | 59,8        | 71            | 69,6           | 69,3          | 62,4          | 76,7          | 87,3          | 86,4           | 49,7           | 758,5      |

## Urbanisme

### Typologie
Au 1er janvier 2024, Beauvallon est catégorisée commune rurale à habitat dispersé, selon la nouvelle grille communale de densité à sept niveaux définie par l'Insee en 2022.
Elle est située hors unité urbaine. Par ailleurs la commune fait partie de l'aire d'attraction de Lyon, dont elle est une commune de la couronne,. Cette aire, qui regroupe 397 communes, est catégorisée dans les aires de 700 000 habitants ou plus (hors Paris),.

## Histoire
Créée au 1er janvier 2018 par un arrêté du préfet du Rhône du 12 décembre 2017, elle regroupe les anciennes communes de Chassagny, Saint-Andéol-le-Château et Saint-Jean-de-Touslas à compter du 1er janvier 2018.
À la suite du décret du 5 mars 2020, la commune nouvelle de Beauvallon est entièrement rattachée au canton de Mornant.

## Politique et administration

### Découpage territorial
La commune de Beauvallon est membre de la communauté de communes du Pays mornantais (COPAMO), un établissement public de coopération intercommunale (EPCI) à fiscalité propre créé le 1er janvier 1997 dont le siège est à Mornant.
Sur le plan administratif, elle est rattachée à l'arrondissement de Lyon, au département du Rhône et à la région Auvergne-Rhône-Alpes.
Sur le plan électoral, elle dépend du canton de Mornant pour l'élection des conseillers départementaux, depuis le décret du 5 mars 2020 rattachant l'ensemble des communes déléguées au canton, Chassagny faisant partie du canton de Saint-Symphorien-d'Ozon, et de la onzième circonscription du Rhône pour les élections législatives, représentée depuis juin 2017 par Jean-Luc Fugit (LREM).

#### Communes déléguées
| Nom                             | Code Insee | Intercommunalité      | Superficie (km2) | Population (dernière pop. légale) | Densité (hab./km2) |
| ------------------------------- | ---------- | --------------------- | ---------------- | --------------------------------- | ------------------ |
| Saint-Andéol-le-Château (siège) | 69179      | CC du Pays mornantais | 9,95             | 1 734 (2014)                      | 174                |
| Chassagny                       | 69048      | CC du Pays Mornantais | 9,33             | 1 295 (2014)                      | 139                |
| Saint-Jean-de-Touslas           | 69213      | CC du Pays Mornantais | 5,57             | 832 (2014)                        | 149                |

### Élections municipales et communautaires

#### Élections de 2020
| Tête de liste | Tête de liste | Suffrages | Pourcentage | CM | CC |
| ------------- | ------------- | --------- | ----------- | -- | -- |
|               | Yves Gougne   | 797       | 100,00 %    | 29 | 5  |

Le conseil municipal de Beauvallon, commune de plus de 1 000 habitants, est élu au scrutin proportionnel de liste à deux tours (sans aucune modification possible de la liste), pour un mandat de six ans renouvelable.
Jusqu'aux élections municipales de 2020, le conseil municipal de la nouvelle commune était constitué de tous les conseillers municipaux (44) issus des conseils des anciennes communes, le maire de chacune d'entre elles devenant maire délégué.
Compte tenu de la population communale, le nombre de sièges à pourvoir lors des élections municipales de 2020 est de 29. Les 29 conseillers municipaux issus de la liste « Beauvallon pour l'avenir » classée divers centre et conduite par Yves Gougne (DVD) sont élus au premier tour avec un taux de participation de 30,03 %.
Dans les communes de 1 000 habitants et plus, les conseillers sont élus au suffrage direct à la fois pour un mandat de conseiller municipal et pour un mandat de conseiller communautaire. Les 5 sièges attribués à la commune au sein de la communauté de communes du Pays mornantais sont élus dès le premier tour.

### Liste des maires
| Période        | Période                       | Identité    | Étiquette | Qualité |
| -------------- | ----------------------------- | ----------- | --------- | --- |
| 8 janvier 2018 | En cours (au 19 janvier 2021) | Yves Gougne | DVD       | Ingénieur 1er vice-président de la CC du Pays mornantais Ancien maire de Saint-Andéol-le-Château (2013 → 2017) Réélu pour le mandat 2020-2026 |

## Démographie
L'évolution du nombre d'habitants est connue à travers les recensements de la population effectués dans la commune depuis sa création.

En 2022, la commune comptait 4 198 habitants, en évolution de +5,66 % par rapport à 2016 (Rhône : +3,93 %, France hors Mayotte : +2,11 %).
| 2015  | 2020  | 2022  |
| ----- | ----- | ----- |
| 3 894 | 4 074 | 4 198 |